# Rhynchonectria
Rhynchonectria är ett släkte av svampar. Rhynchonectria ingår i familjen Pyxidiophoraceae, ordningen Pyxidiophorales, klassen Laboulbeniomycetes, divisionen sporsäcksvampar och riket svampar.
|                | Pyxidiophora                                |
|                |                                             |
|                | Mycorhynchus                                |
|                |                                             |
|                | Pleurocatena                                |
|                |                                             |
|                | Mycorhynchidium                             |
|                |                                             |
|                | Gliocephalis                                |
|                |                                             |
| Rhynchonectria | \| \| Rhynchonectria longispora \| \| \| \| |
|                | \| \| Rhynchonectria longispora \| \| \| \| |
|                | Rhynchonectria longispora                   |
|                |                                             |

|  | Rhynchonectria longispora |
|  |                           |